# Noah Fleiss
Noah Fleiss (White Plains, 16 aprile 1985) è un attore statunitense.
Dopo un'occasionale comparsa nella serie televisiva The Baby-Sitters Club (1990), Fleiss ha fatto il suo debutto vero e proprio come attore nel 1993 quando, ancora giovanissimo, ha ricoperto il ruolo di Sam Whitney, co-protagonista nel film Una strana coppia di svitati, insieme a Jacob Tierney. 
Successivamente ha recitato in altri film quali Joe the King, Brick - Dose mortale, The Speed of Life.
Ha ottenuto tre candidature agli Young Artist Awards per le sue interpretazioni negli anni 1996, 1997 e 2000.

## Filmografia parziale
- Una strana coppia di svitati (Josh and S.A.M.) (1993)
- Un adorabile testardo (Roommates) (1995)
- Domani senza te, conosciuto anche come Un dolce addio (A Mother's Prayer)   (1995)
- Le parole che ho nel cuore (Past the Bleachers) (1995)
- Chasing the Dragon (1996)
- Mamma per forza (An Unexpected Family), regia di Larry Elikann – film TV (1996)
- Follia omicida (Bad Day on the Block) (The Fireman) (Under Pressure) (1997)
- An Unexpected Life (1998)
- Joe the King (1999)
- Le cose che so di lei (Things You Can Tell Just by Looking at Her) (2000)
- Double Parked (2000)
- The Truth About Jane (2000)
- Storytelling (Storytelling) (2001)
- The Favor (2001)
- The Laramie Project (2002)
- Law & Order - I due volti della giustizia, episodio "Amiche per la pelle" ("Girl Most Likely") (2002)
- Bringing rain (2003)
- Law & Order - Unità vittime speciali (Law & Order: Special Victims Unit), episodio "L'iniziazione" ("Brotherhood") (2004)
- Evergreen (2004)
- Brick - Dose mortale (Brick) (2005)
- The Day on Fire (2006)
- Hard Luck - Uno strano scherzo del destino (Hard Luck) (2006)
- Off the Black (2006)
- Hot Baby (2007)
- The Speed of Life
- Fringe, episodio 1x12 ''Strizzacervelli" ("The No-Brainer'') (2008)

### Videogiochi
- Until Dawn - Chris (2015)

## Doppiatori italiani
Nelle versioni in italiano delle opere in cui ha recitato, Noah Fleiss è stato doppiato da:
- Paolo Vivio in Fringe
- Daniele Raffaeli in Off The Black - Gioco forzato
- Stefano Billi in Taking Chance - Il ritorno di un eroe
- Alessandro Capra in Until Dawn